# Histoire de la DGSE
L'histoire de la DGSE retrace l'évolution de la direction générale de la Sécurité extérieure (DGSE), le principal service de renseignement de la France. Si la fondation légale de la DGSE date de 1982, sa structure est issue du Bureau central de renseignements et d'action (BCRA), le service de renseignement de la France libre de Charles de Gaulle. De nombreuses fois renommé, son nom est changé en DGSE en 1982 par Pierre Marion.

## Quatrième République

### Genèse et origine
Pendant la Seconde Guerre mondiale, le Deuxième Bureau est dissout par le régime de Vichy. Plusieurs services de renseignement sont alors créés, à la fois par Vichy, et par les mouvements de la Résistance. Charles de Gaulle crée notamment le BCRA. En 1943, le rapprochement entre Henri Giraud et Charles de Gaulle permet une fusion de leurs services de renseignement respectifs. Le décret du 19 novembre 1943 du comité français de la Libération nationale acte la fusion du BCRA et des services de renseignement de Rivet dans une nouvelle structure, la Direction générale des services spéciaux (DGSS).
Jacques Soustelle est placé à la tête de la DGSS. Elle reprend la forme du Deuxième Bureau. Le 26 octobre, 1944, la DGSS est renommée en Direction générale des études et recherches (DGER). La fin de la guerre approchant, de Gaulle réfléchit à une modification du nom et de l'organisation de la DGER. Il se place à l'écoute des « aspirations des résistants » telles qu'elles furent formulées au cours des débats importants qui avaient eu lieu depuis l'année 1943.

Lors du Conseil des ministres du 28 décembre 1945, la DGER est renommée Service de documentation extérieure et de contre-espionnage (SDECE),. Le service est transféré au boulevard Mortier, dans la caserne des Tourelles. Une séparation stricte est prévue entre le SDECE et la Direction de la surveillance du territoire (DST) : si le premier a pour mission de protéger la France des opérations extérieures de menaces ennemies, la DST a l'entière compétence dans le domaine du renseignement intérieur. Le SDECE subit ainsi la même interdiction de renseignement sur le territoire que son ancêtre, le Deuxième Bureau, avait subi à partir de 1899 au moment de l'affaire Dreyfus. La direction de la DST, créée en novembre 1944, est confiée au résistant Roger Wybot. 

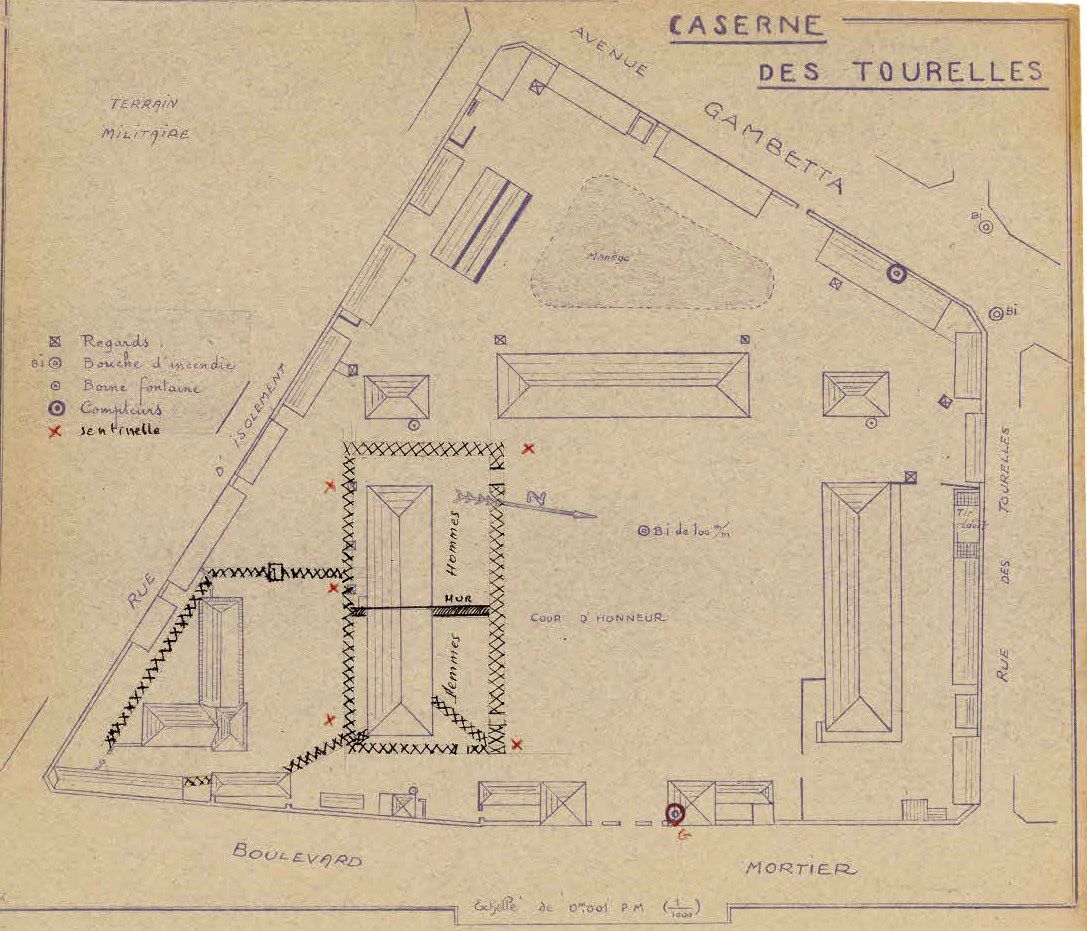
Plan de la caserne des Tourelles, camp d’internement pendant la Seconde Guerre mondiale. En 1947, la caserne devient le siège du Service de documentation extérieure et de contre–espionnage (SDECE), puis en 1982 de la Direction générale de la sécurité extérieure (DGSE). Archives nationales de France.

Le 30 décembre 1945, Emmanuel d'Astier de La Vigerie formule des critiques contre le SDECE afin d'obtenir un délai de réflexion de trois mois, au moment du vote des crédits budgétaires à l'Assemblée constituante. Le président de cette assemblée, Vincent Auriol, en a tenu compte en demandant que le SDECE soit contrôlé par un comité interministériel et que son budget soit placé sous le contrôle de la commission spéciale de défense nationale.

### Réseaustay-behind
Le SDECE se donne pour mission de « former un vaste réseau de cellules dormantes pour former une résistance clandestine en cas d’invasion de la France ». Il crée ainsi le réseau stay-behind français, qui permet d'exfiltrer des hautes personnalités en cas d'invasion soviétique afin de créer un gouvernement en exil. Les historiens font référence à ces plans connus sous des noms divers : « Arc-en-ciel », « Rose des vents » ou « Mission 48 », mais aucune source d'archives ne les confirme. Le réseau sera supprimé par Pierre Marion à la demande du président de la République François Mitterrand dans les années 1980.

### Épuration politique
En juillet 1947, le SDECE est brutalement épuré. Le 16 juillet, environ 350 fonctionnaires du SDECE sont radiés ou mutés d’office en raison de leur orientation politique réelle ou supposée.

### Création du service action
Le colonel Pierre Fourcaud, directeur adjoint du SDECE, veut doter celui-ci d’un service Action (SA). En avril 1946, il demande et obtient de rejoindre le colonel Jacques Morlanne en Asie, qui va monter avec lui ce projet. Toutefois, le directeur du SDECE, le socialiste Henri Ribière, n’est pas très enthousiaste, estimant que les « opérations militaires, doivent être laissés à l’armée ». Il « craint aussi de voir se former un groupement d’aventuriers difficilement contrôlables et souvent gaullistes qui plus est ». Ce point de vue est partagé.
Toutefois, un « coup de pouce » inattendu provient de l'accord de partenariat stratégique Blum-Byrnes. Une partie secrète, signée le 8 mai 1946, concerne les services spéciaux. Un colonel américain ayant visité le SDECE avait déploré qu’il n’ait pas de « service Action ». Les États-Unis étant le principal bailleur de fonds de la France, Henri Ribière doit s’incliner et créer en juin 1946 ce « SA », aussi appelé « service 29 ». Il est basé au 6 boulevard Suchet, au bord du bois de Boulogne. Sa direction est confiée à Jacques Morlane, promu commandant le 1er juillet 1946.

### Grèves de 1948
Pendant la grève des mineurs de 1948, les puits sont bloqués à partir du 4 octobre, amenant le ministre de l'intérieur Jules Moch à mobiliser 60 000 soldats et policiers avec des chars pour enfoncer les barricades. Le 26 octobre 1948, 300 hommes du service action du SDECE cantonnés dans les Pyrénées à Mont-Louis partent en camions à Blois, en vue d'une possible intervention à Paris puis sont redirigés vers la caserne Schramm d'Arras, dans le Pas-de-Calais, puis vers les mines du Nord. Dissimulés derrière l'uniforme des gardes mobiles, ils vont se déployer un peu partout dans la région et notamment à Labourse, Beuvry, Nœux-les-Mines et Barlin.
Les officiers contactent les délégués de la Confédération générale du travail, leur disant qu’ils n’essaieront pas d’intervenir contre eux tant qu’aucune attaque n’est tentée sur les installations stratégiques mais des parachutistes échangeront « quelques coups de feu avec un responsable cégétiste local ».

### Infiltration de l'URSS
De 1949 à 1951, programme secret Minos, consistant à envoyer des agents dans les pays sous occupation soviétique. Sous l'autorité de François Thierry-Mieg, directeur de cabinet de Henri Ribière, Robert Maloubier et Marcel Pellay pour le service Action, Minos consistait en l’entraînement commando de jeunes volontaires est-européens. Jusqu'au début des années 1950, plusieurs parachutages périlleux eurent lieu derrière le rideau de fer.

### Renseignement sur Hô Chi Minh
Le SDECE mène des opérations dans le cadre de la guerre d'Indochine. Les négociations de paix de la conférence de Fontainebleau de l’automne 1946 sont un échec relatif. Le président du Conseil, Georges Bidault, confie au SDECE la mission d'espionner Hô Chi Minh. L'objectif est de savoir ce qu'il pense de la conférence qui a eu lieu, ainsi que de photographier les documents personnels dont il dispose pour mieux connaître ses positions.
Morlanne envoie René Obadia et Goetghebeur sur l'aviso Dumont d'Urville pour lancer la mission. Le SDECE réussit à accéder aux précieux documents et en prend des clichés. Ils sont toutefois presque inutilisables, faute d'une luminosité suffisante.

### Soutien à l'armée en Indochine
La situation ne s'améliore pas en Indochine. Le SDECE subit des revers : en 1947, le SA perd une centaine d’hommes, dont trois chefs de groupe : Guy de Wavrant (le 8 septembre), Francis Klotz (le 30 septembre) et Urbain Jolivet de Riencourt (le 30 novembre).
Le SDECE coopère avec la Central Intelligence Agency (CIA) en Indochine à partir de l'accession au pouvoir d'Harry S. Truman, favorable à l'endiguement communiste. Des missions Action sont menées en commun, et la CIA fournit au SDECE cent postes radio avant 1952.
Lorsque la guerre s'intensifie, le SDECE lance l'opération Condor. Elle est dirigée par le colonel Jean Sassi à Diên Biên Phu le 30 avril 1954.

### Guerre d'Algérie
Le SDECE est fortement impliqué dans la Guerre d'Algérie.
Le 22 octobre 1956, le SDECE appuie l'armée française pour détourner l'avion que des leaders algériens (Ahmed Ben Bella, Mohamed Boudiaf, Hocine Aït Ahmed, Mohamed Khider et Mostefa Lacheraf) prenaient en direction de Tunis. L'opération est menée par Jean-Baptiste Allemand, alias colonel Germain, délégué du SDECE pour l'Afrique du Nord.
En 1956, le SDECE lance l'opération Oiseau bleu. Le SDECE envisage de détacher de la rébellion du Front de libération nationale (FLN) plusieurs centaines de Kabyles puis de les transformer en commandos clandestins, opérant avec des tenues et des armes analogues à celles de l'Armée de libération nationale (ALN), qui est le bras armé du FLN. Ils seraient ainsi chargés de mettre en œuvre un véritable « contre-maquis » en Kabylie. L'opération est un échec cuisant, les armes fournies par le SDECE finissant par être utilisées par le FLN.
En réponse à l'échec de l'opération Oiseau bleu, le SDECE met en œuvre la Bleuite, aussi appelée le « complot bleu ». Il s'agit d'une opération d'infiltration et d'intoxication à grande échelle, montée à partir de 1957. L'opération dure jusqu'en 1959.

### Opérations au Québec
Le SDECE mène des opérations au Québec.

### Renseignement aux Etats-Unis
Dans les années 1950, le SDECE ne dispose que d'un agent à Washington. Il a peut-être été retourné par James Jesus Angleton.

### Tentative de neutralisation de Nasser
Le SDECE est chargé, en 1956, de neutraliser Gamal Abdel Nasser à Port-Saïd. L'opération est finalement annulée.

### Lutte contre les trafics d'arme en Méditerranée
L'armée navale repère en octobre 1956 un yacht transportant un stock important d'armes en Algérie, qui serait en provenance d'Égypte. Considérant que Gamal Abdel Nasser soutient la rébellion algérienne, le SDECE est chargé d'infiltrer les milieux de trafiquants d'armes de la Méditerranée. Le service est soupçonné d'opérations arma car plusieurs cargaisons d'armes sont coulés entre 1956 et 1960.
Toutefois, le SDECE ne coule aucun navire soviétique, peut-être pour des raisons diplomatiques. L'URSS achemine ainsi des armes au Maroc qui les livre ensuite au FLN.

## Présidence de Charles de Gaulle

### Réformes et ménage
Le retour au pouvoir de Charles de Gaulle est marqué par des réformes importantes dans les services de renseignement. Le SDECE est lui-même touché, les principaux cadres étant renvoyés.

### Affaire Martel
Anatoli Golitsyne, un transfuge du KGB, est emmené aux Etats-Unis en 1961. Il est questionné par la CIA, et révèle que le SDECE serait infiltré par le KGB, qui disposerait même d'une taupe au sein du cabinet du président de la République. L'affaire Martel qui en découle sème le trouble au sein du SDECE.

### Affaire Ben Barka
Le service est impliqué dans plusieurs affaires qui secouent la Cinquième République dans les années 1960. La plus importante d'entre elles est l'affaire Ben Barka.
Le 29 octobre 1965, un informateur du SDECE nommé Antoine Lopez participe à l'arrestation de l'opposant marocain Mehdi Ben Barka. Ce dernier sera assassiné dans des circonstances troubles et son corps ne sera jamais retrouvé. Le colonel Marcel Le Roy, dit Finville, est injustement mis en cause. Mais compromis tout au long de l'affaire, le SDECE sera  rattaché en janvier 1966 au ministère des Armées dirigé par Pierre Messmer.

### Opération en Afrique
Le SDECE met en place l'opération Persil, une action de déstabilisation du régime guinéen de Sékou Touré par l'inondation du pays de faux billets et le soutien aux maquis du Fouta-Djalon depuis la frontière sénégalaise.
Le SDECE est soupçonné d'avoir organisé l'assassinat à Genève (Suisse) en 1960 de Félix Moumié, militant nationaliste et opposant camerounais.
Le SDECE aurait apporté son soutien aux séparatistes biafrais en 1968 (Nigeria).

### Guerre d'Algérie
Le SDECE réalise plusieurs opérations dites homo entre 1959 et 1962.

### Autres opérations
Infiltration et soutien des mouvements séparatistes québécois dans le cadre de l'opération Assistance et coopération technique ou opération Ascot. « Des agents reconnus de l'organisation Foccart, comme Philippe Rossillon, Raymond Meunier ou Christian Pradel, accomplissent diverses missions sous la couverture de l'opération Ascot. Les activités des réseaux Foccart ne se limitent pas au continent africain. Philippe Rossillon, ancien élève de l'École nationale d'administration, animateur du groupe des 'planistes' de 'Patrie et Progrès', avait été chargé par les services de Jacques Foccart d'entretenir la tension au Canada en utilisant les mouvements séparatistes du Québec. Rossillon parcourut les différentes provinces canadiennes avec d'autres agents de Foccart, comme Edgar Chaumette, Jean-Luc Gaillardere et Tom Bailby. Ces deux derniers agents n'apparaissent pas dans l'ouvrage de Claude Faure (2004) et le premier serait en fait René Chaumette. Il établit des contacts très étroits avec le Front de libération du Québec et d'autres mouvements comme celui d'Adrien Arcand. En 1968, Philippe Rossillon est arrêté par les services de police canadiens et immédiatement désavoué par ses employeurs. Selon certaines informations, Rossillon aurait été confondu par des preuves aimablement fournies par ses propres patrons. »

### Renseignement aux États-Unis
Enquête au sein de l'administration Nixon afin de connaître la date de la prochaine dévaluation du dollar et permettre à la France d'en tirer parti.

## Présidence de Georges Pompidou

### Nomination
Alexandre de Marenches est nommé directeur du SDECE en 1970 par Georges Pompidou dans l'objectif de réformer en profondeur le service, qui a trempé dans l'affaire Markovic qui a humilié personnellement le président Pompidou et sa femme.

### Sécurisation de l'ambassade de France en Pologne
Les services de sécurité du SDECE mènent une enquête dans les nouveaux locaux de l'ambassade de France en Pologne, et découvrent qu'ils ont été truffés de micros. Une lettre d'Alexandre de Marenches à Michel Jobert, ministre des Affaires étrangères, permet de lancer une opération de sécurisation. Une équipé dédiée à ces missions, dite équipe Aspiro, est envoyée à Varsovie avec trois cents kilo de matériel.

## Présidence de Valéry Giscard d'Estaing

### Montée en puissance du service
De Marenches lutte auprès de ses supérieurs hiérarchiques pour que le SDECE obtienne des augmentations de budget en vue de recruter les diplômes des grandes écoles, qu'il voit comme une façon de régénérer ses troupes et engendrer une montée en puissance du service. Le budget au début de son mandat est de 70 millions de francs ; Marenches le fera monter jusqu'à 400 millions lors de sa dernière année.
Marenches réorganise le service action, élabore une stratégie basée sur la lutte contre l'empire communiste soviétique qu'il voit comme l'ennemi principal. Il autorise des missions de renseignement sur les communistes à la fois en dehors du territoire national et en son sein. Il fonde le Safari Club pour insérer le SDECE dans un réseau mondial de services de renseignement.
Le bilan d'Alexandre de Marenches à la tête du SDECE reste plutôt positif, aucun scandale n'éclaboussant le service durant son mandat, le statut du personnel étant revalorisé, et les moyens techniques et humains considérablement accrus. Le SDECE a toutefois très peu investi dans les moyens informatiques et d'interception, provoquant un retard que les directeurs suivants devront combler.

### Subversion en République centrafricaine
Soutien à un coup d'État contre l'empereur Jean-Bedel Bokassa en République centrafricaine (opération Caban) et mise en place d'un gouvernement pro-français (opération Barracuda, exécutée, elle, par des soldats réguliers) en 1979.

### Lutte anti-communiste au Zaïre
En 1978, le Zaïre est menacé par l'Angola voisine, soutenue par l'URSS. Le 14 mai 1978, le SDECE informe que la situation dans le sud du Zaïre est « très sérieuse », le service ayant repéré « deux bataillons de Katangais, venant de la Zambie voisine », qui ont lancé des attaques. L'opération Bonite est ainsi lancée par le président Valéry Giscard d'Estaing.

### Subversion en Libye
Soutien à des tentatives en 1977 et août 1980 de renversement du colonel Kadhafi par des militaires libyens.

## Présidence de François Mitterrand

### Démission d'Alexandre de Marenches
Lorsqu'il est élu Président de la République, François Mitterrand propose à de Marenches de rester, mais ce dernier refuse de servir un président socialiste, et quitte son poste. Il intervient par la suite dans les médias et révèle que le service détient des archives classifiées datant de la Seconde guerre mondiale relatives à Klaus Barbie et à Paul Touvier. Le service nie, mais l'information sera par la suite confirmée par Pierre Siramy.

### Commande présidentielle
Le président François Mitterrand doit décider, après la fin du règne de dix ans d'Alexandre de Marenches, d'un successeur. Son choix se porte sur Pierre Marion, haut fonctionnaire et polytechnicien qui, dans le cadre de sa présidence d'Air France, a déjà eu affaire au SDECE. Le président lui confie dans un premier temps la mission de dresser un tableau détaillé de l'état du SDECE, qu'il juge médiocre.
Le rapport de Marion montre que les analyses du service sont connues pour manquer de rigueur et que leurs renseignements étaient insuffisants. En plus de cela, le service a dérapé avec des affaires qui ont secoué la République quelques années plus tôt. 80% des postes du service à l'étranger sont accrédités auprès des autorités du pays et de leurs services de renseignements, ils sont donc quasiment incapables de mener des recherches et de l'espionnage en autonomie.
Marion remet son rapport au président à la mi-janvier 1982, et tranche en faveur d'une refondation du SDECE, accompagnée d'un changement de nom pour marquer la modernisation du service. Le SDECE est renommé par décret le 2 avril 1982 en DGSE, à la demande de Marion.
L'attentat de la rue des rosiers, en août 1982, que ses services n'ont pas pu empêcher, arrive au même moment où Marion, qui se plaint des obstacles politiques à son action et des concurrences stériles entre les services, décide de démissionner. Il est donc resté moins d'un an en poste. Malgré la brièveté de son passage au service, le mandat de Pierre Marion est marqué par des chantiers importants qui modifient la structure, le fonctionnement, et la qualité des travaux du service.

### Modernisation à marche forcée
Par la Décision générale no 1, le directeur Pierre Marion entreprend une modernisation à marche forcée des services. Il crée par le texte organique du 18 août 1981 une division Plan Prospective Évaluation, qui « élaborera les plans de renseignement, de contre-espionnage et d'action, et préparera des synthèses et analyses de situation ». Il crée « une évaluation hebdomadaire des évènements internationaux, interprétation prospective par rapprochements et interprétations des faits et des renseignements ».
L'ère Marion est également marquée par l'informatisation du service, la création d'une direction dédiée au renseignement économique, et la démilitarisation progressive de la maison. Il modifie sa politique de ressources humaines : le recrutement de civils, issus de l'université puis des Grandes écoles, augmente. Un programme de recrutement et de formation est mis en place. Sont ainsi engagés des ingénieurs, des économistes, des géographes, des linguistes, etc.
Il rattache le service de Sécurité, qui s'occupe de la surveillance et protection des personnels, des installations et des ambassades, à la Direction générale. Il redynamise la division du contre-espionnage, ses tâches et responsabilités sont reformulées, et ses effets sont augmentés de 50 %. Il crée en son sein la division Contre-subversion.
Pierre Marion refuse que la DGSE s'occupe de protéger Mazarine Pingeot, fille cachée du président Mitterrand. Ce dernier fait ainsi créer une cellule ad hoc basée à l’Élysée, ce qui conduira à l'affaire des écoutes de l'Élysée.

### Suppression du réseaustay-behind
Pierre Marion découvre l'existence de la branche française du réseau clandestin stay-behind. Il en informe le président de la République, qui n'en avait pas été mis au courant. Après avoir testé l'efficacité du réseau en se faisant exfiltrer par le port de Marseille, Marion décide, avec le président, de la suppression du réseau.

### Renseignement en URSS
Marion se rend compte que le service est dépourvu d'agents dans les pays du bloc soviétique, et a cessé d'espionner les États-Unis. Marion envoie des agents de l'autre côté du rideau de fer.

### Renseignement aux Etats-Unis
Marion relance l'espionnage aux États-Unis, qui avait été en grande partie abandonné sous les présidences précédentes. Il fait ainsi infiltrer des grandes entreprises américaines par des espions de la DGSE. Cette décision sera à l'origine d'un scandale à la fin des années 1980, lorsque le Federal Bureau of Investigation découvrira l'espionnage industriel des services français.

### Poursuite de la restructuration
Marion est remplacé par l'amiral Pierre Lacoste. Il est nommé le 12 novembre 1982 et entreprend de continuer la modernisation du service en s'appuyant sur les ingénieurs recrutés par son prédécesseur dans le vivier des polytechniciens. Il entreprend l'extension de l'utilisation de l'informatique, et fait rénover les locaux du boulevard Mortier. Il alerte le Président via son ami François de Grossouvre sur les "imprudences" commises par la cellule de l’Élysée. Lacoste décide de rétablir le dialogue avec le ministère des Affaires étrangères, considérant que les deux devaient travailler main dans la main et partager avec l'autre son expertise propre, comme c'est le cas au Royaume-Uni, où le MI5 est rattachée au Foreign Office.

### Affaire du Rainbow Warrior
Il est responsable de l'opération Satanic qui a détruit le Rainbow Warrior en 1985 et donné naissance à l'affaire du Rainbow Warrior. Si Lacoste n'était pas convaincu de l'opération, lui privilégiant une formule plus douce qui aurait consisté à polluer le gasoil du Rainbow Warrior pour l'empêcher de prendre le large, il est considéré comme responsable et est limogé le 19 septembre 1985.

### Modernisation sous René Imbot
René Imbot lui succède. La DGSE enquête sur les sources de la presse qui ont informé Le Monde de la responsabilité du service dans l'affaire du Rainbow Warrior.
Imbot réorganise le service et le modernise. Il recrée le 11e régiment parachutiste de choc qui avait été dissous en 1963. Entretenant des relations tendues avec Jacques Chirac lors de la première cohabitation, il est remercié en 1987 pour avoir refusé de reprendre à la DGSE Jean-Charles Marchiani et pour avoir refusé d'envoyer le 11e régiment parachutiste de choc en Nouvelle-Calédonie. Il est remplacé par le général François Mermet, à la demande de Chirac et avec le soutien du ministre André Giraud.
Arrivant en poste en décembre 1987, Mermet doit améliorer le fonctionnement du service. L'opération du Rainbow Warrior a été un échec retentissant qui pèse encore sur la réputation du service. Le président Mitterrand confie à Mermet que sa déception envers la DGSE est telle qu'il l'aurait dissoute si Charles Hernu ne s'y était pas opposé. Mermet restructure donc le service.
La DGSE mène en 1988 une enquête sur l'affaire de l'assassinat de Dulcie September dans les jours qui suivent le meurtre pour déterminer si d'anciens membres du service action étaient impliqués dans l'assassinat.

### Pérennisation de la DGSE
En mars 1989, Mermet est remplacé par Claude Silberzahn. Le président Mitterrand rompt avec la tradition qui voulait que le directeur de la DGSE soit un militaire. La décision de nommer un préfet est prise par Mitterrand dans le but de punir l'armée pour son insubordination à la suite de la publication de quarante cinq généraux, quelques jours avant l'élection présidentielle de 1988, d'un article à charge contre le président.
Silberzahn crée la Direction des opérations (DO), qui regroupe le service Action, chargé de la planification et de la mise en œuvre des opérations clandestines, le service Mission (DO SM), chargé de la recherche de renseignement par moyens humains (officiers traitants) dans les zones où la DGSE n’a pas de poste normal, le service Assistance (DO ASS), spécialisé dans la formation de services spéciaux étrangers, et le service Opérations (SO), spécialisé dans le vol d’informations étrangères mais sur le territoire français (cambriolage de chambres d'hôtels, surveillance de courrier, ouverture de valise diplomatique, etc.).
Il bénéficie du soutien du Premier ministre Michel Rocard, avec lequel il coordonne la réforme des services. Rocard s'intéresse à la DGSE dans le but de réinvestir le champ des affaires étrangères, dont le président Mitterrand et le ministre des Affaires étrangères Roland Dumas le privent. Les informations de la DGSE, transmises directement à Matignon, lui permettent de plus s'impliquer dans le "pré carré" présidentiel. La marque principale de Silberzahn à la tête du service est la re-création de la direction de la stratégie au sein du service, héritier de la division Plan Prospective Evaluation de Pierre Marion. Il quitte ses fonctions en 1993.
Le 7 juin 1993 est nommé Jacques Dewatre, également préfet. Il est le responsable resté le plus longtemps à son poste sur la période "DGSE", pour une durée de sept ans. Il quitte ses fonctions en mars 2000.

### Renseignement électromagnétique
La DGSE investit dans les années 1980 dans le renseignement technique, visant à améliorer la capacité d'interceptions et d'écoutes. Ainsi, dès le début des années 1990, elle dispose d'un des meilleurs systèmes d'écoutes du monde.

### Établissement de relations avec les services de renseignement chinois
La DGSE met en place en 1986 un canal de communication et de coopération avec les services de renseignement chinois. Le général Imbot, qui dirige la DGSE, envoie alors son fils, Thierry Imbot, pour occuper ce poste.

### Coup d’État au Tchad
En 1990, la France s'oppose à Hissène Habré, dirigeant du Tchad. Celui-ci s'était allié avec la CIA pour constituer la force Haftar destinée à renverser Mouammar Kadhafi. La DGSE s'allie avec Kadhafi et soutient et finance le dissident Idriss Déby.

### Opérations en Angola
Durant la première cohabitation, la DGSE a soutenu, avec la validation du Premier ministre Jacques Chirac, l'UNITA de Jonas Savimbi en Angola, car il s'agissait d'un mouvement pro-occidental. La DGSE a livré des roquettes antichars RAC-112 APILAS, ainsi que des mines antipersonnel, dont l'exportation était proscrite.

## Présidence de Jacques Chirac

### Nomination
Lui succède Jean-Claude Cousseran, qui est le premier diplomate de carrière à diriger le service. Il avait été détaché entre 1989 et 1992 à la DGSE en tant que directeur de la direction de la stratégie créée par Silberzahn. Il est nommé d'un accord commun entre le chef de l’État et le chef du gouvernement sous la troisième cohabitation.
Cousseran met aussi en place en 2000 ou en 2001 le centre de situation, chargé de traiter les crises en temps réel : il a pour but de rassembler le renseignement de toutes sources et de permettre au directeur général de diriger la recherche et la production de renseignement.

### Création de l'Alliance Base
Les attentats du 11 septembre 2001 provoquent une onde de choc au sein de la CIA, qui se rend compte de la faiblesse des réseaux au Moyen Orient. A la demande de George W. Bush, un service de coopération contre-terroriste est créé en plein Paris sous le nom d'Alliance Base. La CIA et la DGSE partagent des renseignements, permettant de faire progresser la lutte antiterroriste plus rapidement. La CIA peut ainsi réorienter en douceur son activité vers le Moyen-Orient .

### Affaire du compte japonais
La DGSE est à l'origine du déclenchement de l'affaire du compte japonais de Jacques Chirac. Une source douteuse soutient au poste de la DGSE à Tokyo que Jacques Chirac disposerait d'un compte en banque bien fourni dans un établissement bancaire japonais réputé proche des yakuza. L'information, fausse, n'est pas recoupée, et fuite dans la presse. Considéré comme responsable, Cousseran est écarté en juillet 2002, avec Gilbert Flam et quelques autres fonctionnaires.
Après l'affaire du compte japonais de Jacques Chirac, le sérieux et la crédibilité de la DGSE n'est plus remise en question et le service se normalise.

### Libération d'otages
Cousseran est remplacé par Pierre Brochand, qui reste six ans à la tête du service. La DGSE développe son activité de libération d'otages du fait de l'intensification de la menace terroriste. Le service sauve les journalistes Christian Chesnot et Georges Malbrunot en Irak le 21 décembre 2004[réf. nécessaire], puis la journaliste Florence Aubenas en Irak le 12 juin 2005.

### Enquête sur les armes de destruction massive en Irak
La DGSE est mobilisée en amont de la Guerre d'Irak. Afin de lancer une guerre au Moyen-Orient, les Etats-Unis prétendent que l'Irak détient des armes de destruction massive. Jacques Chirac demande à la direction technique (DT), qui est chargée de l'imagerie satellitaire, de vérifier l'information. Confirmant qu'il n'y a aucune arme de destruction massive en Irak, Jacques Chirac prend la décision de ne pas s'impliquer dans l'Irak et de s'opposer aux États-Unis.

## Présidence de Nicolas Sarkozy

### Nomination
Erard Corbin de Mangoux lui succède en 2008 et ce jusqu'à 2013.

### Opération de libération de Denis Allex
Son mandat est marqué par le kidnapping de l'agent Denis Allex à Mogadiscio en 2009. Une opération de sauvetage est mise en place par le Service action en 2013, qui se solde par la mise à mort d'Allex par ses geôliers.

### Dissolution de l'Alliance Base
L'Alliance Base est dissoute en 2009 à la suite d'une mésentente entre le président Obama et la communauté du renseignement.

### Enquête dans les paradis fiscaux
La DGSE lance des opérations d'enquête sur les paradis fiscaux où transite de l'argent sale pouvant mettre en danger les intérêts supérieurs du pays. Certains banquiers ou avocats d'affaires sont approchés. Maxime Renahy occupe notamment un rôle de source à Jersey.

## Présidence de François Hollande

### Nomination
Le président François Hollande décide de le remplacer dès son élection, le considérant comme trop sarkozyste.
L'énarque Bernard Bajolet, ambassadeur de carrière et arabophone, est nommé en 2013 et reste à ce poste jusqu'en 2017 ; il est maintenu après 2016 malgré sa limite d'âge du fait de ses performances au service.

### Détection du piratage des ordinateurs de l’Élysée par la NSA
La DGSE remarque, aux alentours de la période de la passation des pouvoirs entre Nicolas Sarkozy et François Hollande, que les ordinateurs de l'Élysée ont été infectés par un virus informatique qui siphonne leurs contenus. La DT est mise sur le coup, et remonte jusqu'à la National Security Agency (NSA). Bernard Barbier est envoyé à Washington pour en parler avec Keith B. Alexander.

### Infiltration informatique d'ordinateurs iraniens
La DGSE met au point un logiciel de surveillance appelé Babar, implanté à partir de 2013 dans des ordinateurs du réseau nucléaire iranien afin d'obtenir des renseignements sur l'évolution de la construction de bombes atomiques en Iran.

### Neutralisation de terroristes
Il perpétue l'action antiterroriste de ses prédécesseurs. Entre 2016 et 2017, la DGSE a été impliquée dans le ciblage et le meurtre de 40 terroristes en Irak, en Syrie, et au Sahel.

### Opération Black Star
L'opération Black Star est menée par le Service action pour exfiltrer Denis Allex, pris en otage par les Shebabs de Somalie. L'opération échoue et Allex est tué.

### Traque des shebab en Somalie
Après l'assassinat de Denis Allex, la DGSE met en place une opération de traque et de démantèlement des shebab somaliens. Elle met sur écoute l'entourage de Mokhtar Ali Zubeyr, chef des shebab. Elle transmet des informations concernant sa localisation au Pentagone, qui, en coopération avec la France, neutralise Zubeyr.

### Opérations antiterroristes en Libye
En Libye, la DGSE a apporté son soutien au maréchal Haftar dans les grandes villes du pays où les islamistes s'étaient implantés, à savoir Benghazi et Derna. Selon un cadre de la DGSE, le service français a « mis une sacrée raclée aux terroristes ». La DGSE entraîne et protège des zones clefs de la zone dirigée par Haftar face à la zone adverse, perméable à l'islamisme des Frères musulmans.

### Enquête sur l'utilisation d'armes chimiques en Syrie
Durant la guerre civile syrienne, la DGSE est déployée sur le terrain afin de vérifier les allégations d'armes chimiques pendant la guerre civile syrienne. Elle détermine en 2013 que des armes chimiques ont bien été utilisées.

## Présidence d'Emmanuel Macron

### Nomination
Un intérim de Jean-Pierre Palasset permet de faire la jonction avec Bernard Émié, qui prend la tête de la DGSE en juin 2017 sur nomination d'Emmanuel Macron, nouvellement élu président de la République. En 2019, la DGSE dispose de 7 000 agents, dont 1 000 militaires affectés au Service action.

### Ingérence russe dans l'élection présidentielle de 2017
Emié mène une enquête sur l'élection présidentielle et conclut que la Russie a tenté d'influencer l'élection présidentielle de 2017 en France, en appuyant les candidats d'extrême droite sur les réseaux sociaux.

### Affaire des Barbouzes
Pendant cette période, le service est touché par l'affaire des barbouzes de la DGSE dans laquelle sont impliqués deux gardiens du camp d’entraînement du service Action de la DGSE à Cercottes.

### Déménagement
En mai 2021, lors d'une visite au siège du boulevard Mortier, le président Emmanuel Macron annonce le déménagement prochain de la DGSE au fort Neuf de Vincennes, situé à Paris dans le 12e arrondissement.